# Ценьша
Ценьша (пол. Cieńsza) — село в Польщі, у гміні Затори Пултуського повіту Мазовецького воєводства.
Населення — 314 осіб (2011).
У 1975-1998 роках село належало до Остроленцького воєводства.

## Демографія
Демографічна структура станом на 31 березня 2011 року:
|          | Загалом | Допрацездатний вік | Працездатний вік | Постпрацездатний вік |
| -------- | ------- | ------------------ | ---------------- | -------------------- |
| Чоловіки | 164     | 38                 | 109              | 17                   |
| Жінки    | 150     | 39                 | 82               | 29                   |
| Разом    | 314     | 77                 | 191              | 46                   |